# 水洞郡
水洞郡（スドンぐん）は、朝鮮民主主義人民共和国咸鏡南道にかつて存在した行政区域。現在は同道高原郡に編入された。
高原炭田・文川炭田がある炭坑地帯で、無煙炭を産する。

## 地理
咸鏡南道の西南端に位置する。東は高原郡、北は耀徳郡と隣接。西は平安南道、南は江原道川内郡である。

## 行政区画
6洞・14里を管轄する。
| - 徳寺洞（トクサドン） - 水洞洞（スドンドン） - 雲谷洞（ウンゴクトン） - 院巨洞（ウォンゴドン） - 長洞洞（チャンドンドン） - 八興洞（パルンドン） | - 龍坪里（リョンピョンニ） - 山谷里（サンゴンニ） - 三坪里（サンピョンニ） - 城南里（ソンナムニ） - 城内里（ソンネリ） - 秀山里（スサンニ） - 雲山里（ウンサンニ） - 雲興里（ウヌンニ） - 蔵糧里（チャンニャンニ） - 竹田里（チュクチョンニ） - 泉城里（チョンソンニ） - 天乙里（チョヌルリ） - 杻田里（チュクチョンニ） - 回坪里（フェピョンニ） |

## 歴史

### 年表
この節の出典
- 1990年12月 - 咸鏡南道高原郡水洞労働者区・雲谷労働者区・長洞労働者区・八興労働者区・院巨労働者区・徳寺労働者区・杻田里・泉城里・龍坪里・城内里・三坪里・天乙里・雲興里・城南里・竹田里・山谷里・秀山里・雲山里・蔵糧里・回坪里をもって、水洞区を設置。(6洞14里)
  - 水洞労働者区が水洞洞に昇格。
  - 雲谷労働者区が雲谷洞に昇格。
  - 長洞労働者区が長洞洞に昇格。
  - 八興労働者区が八興洞に昇格。
  - 院巨労働者区が院巨洞に昇格。
  - 徳寺労働者区が徳寺洞に昇格。

#### 水洞郡
- 1952年12月 - 郡面里統廃合により、咸鏡南道高原郡雲谷面・山谷面および水洞面の一部、江原道文川郡雲林面の一部地域をもって、咸鏡南道水洞郡を設置。水洞郡に以下の邑・労働者区・里が成立。(1邑3労働者区15里)
  - 水洞邑・蔵糧里・景屯里・竹田里・雲山里・山谷労働者区・雲谷労働者区・杻田里・城南里・秀山里・乾川里・院巨里・雲興里・天乙里・龍坪里・館坪里・仁興里・泉城里・長洞労働者区
- 1954年 (1邑3労働者区15里)
  - 水洞邑が城内里に降格。
  - 景屯里・秀山里・乾川里の各一部が合併し、水洞邑が発足。
  - 景屯里の残部が秀山里に編入。
- 1956年 - 乾川里が長洞労働者区に編入。(1邑3労働者区14里)
- 1958年 - 耀徳郡三坪里・回坪里を編入。(1邑3労働者区16里)
- 1961年 - 雲谷労働者区の一部が龍坪里に編入。(1邑3労働者区16里)
- 1972年 (1邑5労働者区14里)
  - 仁興里が八興労働者区に昇格。
  - 院巨里が院巨労働者区に昇格。
- 1974年1月 - 水洞郡廃止。
  - 水洞邑・蔵糧里・竹田里・雲山里・山谷労働者区・雲谷労働者区・杻田里・城南里・秀山里・院巨労働者区・雲興里・天乙里・龍坪里・館坪里・八興労働者区・泉城里・長洞労働者区・城内里・三坪里・回坪里が高原郡に編入。
- 2020年9月 - 水洞郡に再改称。
- 2023年までに高原郡へ再編入された。[2]

## 交通
- 平羅線
  - 天乙駅 - 雲谷駅 - （耀徳郡） - 土嶺駅 - 文筆駅 - 城内駅 - 屯田駅 - 八興駅 - 杻田駅
- 高原炭鉱線
  - 屯田駅 - 水洞駅 - 徳寺駅 - 長洞駅